# Карраччи, Франческо
Франче́ско Карра́ччи, также Франчески́но Карра́ччи (итал. Francesco Carracci, Franceschino Carracci; 1595, Болонья — 3 июня 1622, Рим) — итальянский живописец и гравёр, мастер офорта, академического направления болонской школы. Член большой художественной семьи. Племянник более известного живописца Агостино Карраччи.

## Биография
Франческо был сыном Джованни Антонио Карраччи из Болоньи. Его отец был братом живописцев Агостино и Аннибале Карраччи. 
Франческо был многообещающим юношей. Его обучал Лодовико Карраччи, двоюродный брат Агостино, в Болонской академии, но Франческо поссорился с Лодовико и Агостино. Исключённый из школы за плохие манеры и вздорный характер, молодой человек решил основать собственную академию, которую он дерзко открыл напротив академии своего дяди Лодовико, назвав ее «Истинной школой Карраччи».
Как и другие члены семьи, он преподавал, занимался живописью и гравированием. Его «Поклонение волхвов» в церкви Санта-Мария-Маджоре в Болонье — выдающееся произведение живописи. «Истинная школа» не имела успеха, и поскольку, ученики покинули её, когда Франческо отправился в Рим и предпринял ещё одну попытку основать академию, но снова потерпел неудачу.
Его короткая творческая жизнь ярче всего отмечена качеством его рисунков обнажённой натуры (один из которых хранится в Британском музее в Лондоне). В Болонье сохранились скромные картины работы Франческо, такие как «Мадонна со святыми» в церкви Санта-Мария-Маджоре, «Святой Франциск» в церкви Мадонна-ди-Сан-Коломбано и «Святой Рох в тюрьме», последняя из которых хранится в оратории Сан-Рокко, а также «Бичевание Христа», полностью переписанное Лодовико Карраччи. Франческо оставил несколько гравюр по живописным оригиналам Лодовико и Аннибале Карраччи. 
Франческо Карраччи умер 3 июня 1622 года в Риме, в нищете, в больнице Санто-Спирито и был похоронен в церкви Санта-Мария-ин-Валичелла.

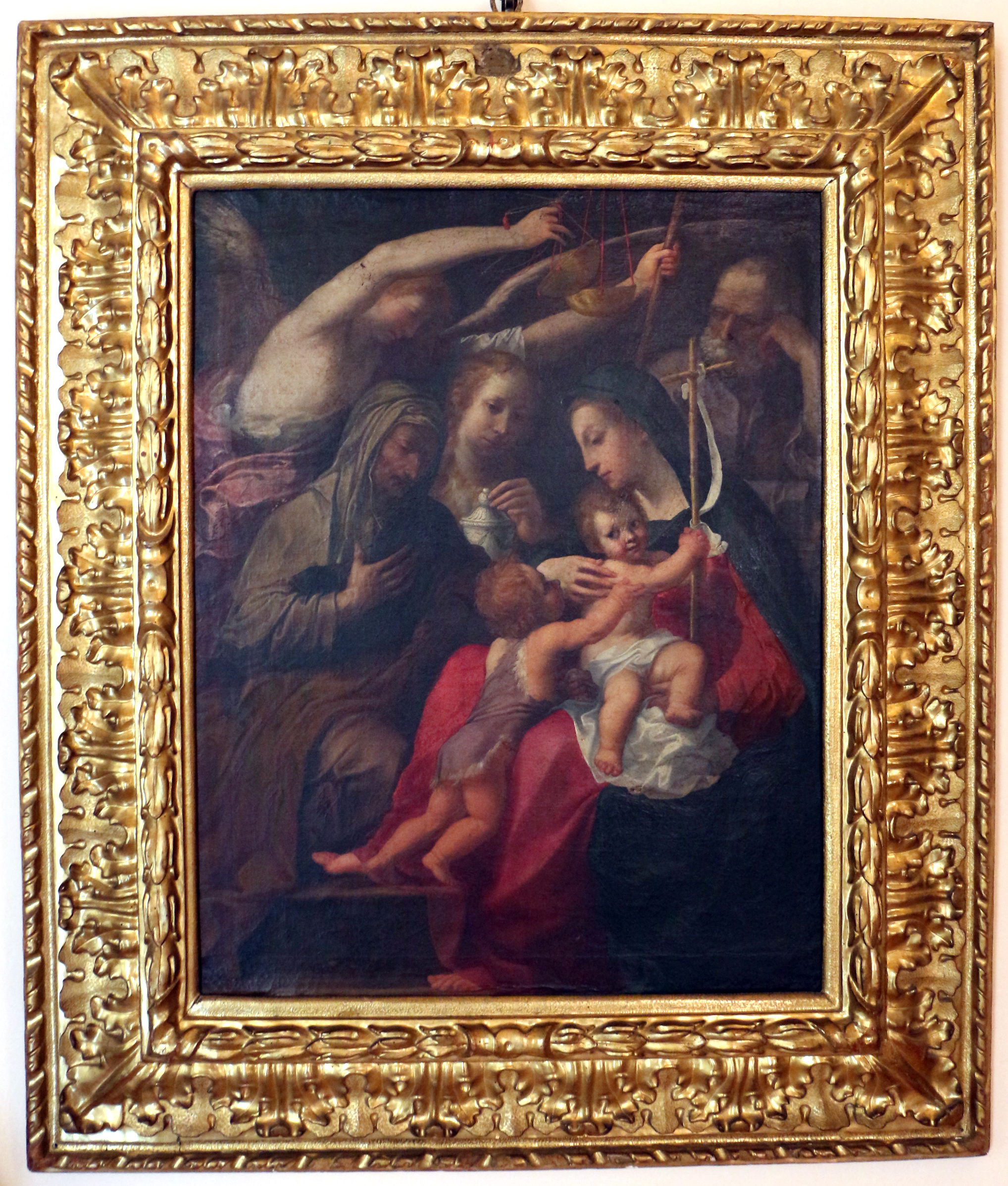
Святое семейство и три святых. Национальная пинакотека, Палаццо Пеполи, Кампогранде
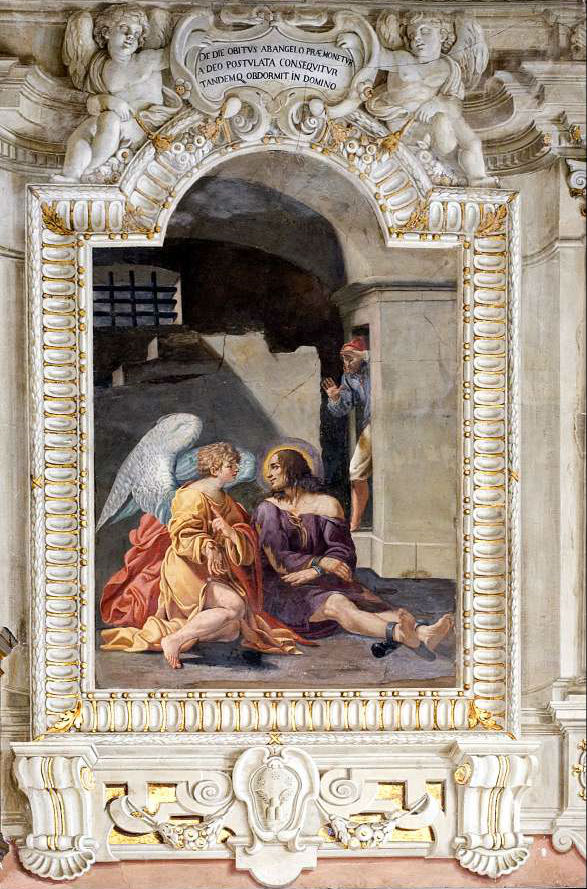
Святого Роха утешает ангел. Ораторий Сан-Рокко, Болонья